# Музей стрит-арта
Музей стрит-арта (Музей уличного искусства) — музей, расположенный на действующем производстве, не имеет аналогов в мире.
Территория музея делится на две зоны — постоянную экспозицию на действующем производстве Завода слоистых пластиков и публичную площадку, где проходят временные выставки и массовые мероприятия. На закрытой территории завода находится постоянная коллекция монументальных росписей современных уличных художников, или «муралов», как их принято называть в граффити сообществе.

## История

### Предпосылки создания
Завод по адресу шоссе Революции, 84 начал свою историю в 1945 году. Тогда здесь изготавливали изоляторы для электросетевого хозяйства страны, разрушенного Великой Отечественной войной. И лишь спустя 11 лет — в 1956 году, когда страна восстановилась, и можно было создавать не просто функциональные, но и красивые интерьеры, на заводе запустили производство ДБСП — декоративных бумажно-слоистых пластиков. Этим материалом, например, отделывают лифты, эскалаторы, поезда и кухонные столешницы.
В СССР завод был крупнейшей производственной площадкой своей индустрии, а в 90-е разделил участь советской промышленности. Инвесторам, в числе которых Председатель Попечительского совета Музея Дмитрий Зайцев, не раз предлагали выстроить на его месте жилой квартал или торгово-развлекательный комплекс. Идея Музея пришла после граффити-вечеринки, прошедшей в одном из заброшенных в 90-е цехов летом 2011 года. Уже в 2012 году Министерство юстиции РФ зарегистрировала по адресу Россия, Санкт-Петербург, шоссе Революции, 84 частное учреждение культуры «Музей Стрит-Арта Санкт-Петербург».

### Работа музея

#### Выставка Casus Pacis / «Повод к миру» (2014)
Экспериментальная летняя общественная площадка Музея впервые была открыта для посещения в 2014 году. Там же заработала первая выставка — Casus Pacis / «Повод к миру». Выставка Casus Pacis / «Повод к миру» была включена в параллельную программу биеннале современного искусства «Манифеста 10», прошедшую в Санкт-Петербурге. Первоначально кураторы решили посвятить выставку 100-летию Первой мировой войны, но затем намеренно обратили внимание на текущий исторический момент. Около 30 российских и 27 украинских художников, 5 участников из стран Европы и Америки выразили свою рефлексию на происходящее. И вписали в индустриальный ландшафт Завода слоистых пластиков работы во всех известных медиа-жанрах — монументальной живописи, скульптуре, графике, инсталляции, видео-арте.
Последствия Первой мировой известны: 10 миллионов убитых, десятки миллионов познавших физические и нравственные страдания. Предпосылкой выставки стало то, что, несмотря на последствия войны, мир все ещё не готов гарантировать невозможность повторения конфликтов, решаемых с помощью оружия и ведущих к необратимым катастрофическим последствиям. Мы видим, как отживший, казалось бы, в XXI веке милитаристский инструментарий продолжает применяться. Политики, власть имущие вновь находят способы использовать маленького человека, готового сложить голову на алтарь бога Марса ради мнимых абстракций.
Разрушенная индустриальная территория Музея стрит-арта стала площадкой для общего художественного высказывания молодых авторов разных жанров, объединив улицу и музей в одном пространстве. Проект Casus Pacis объединил художников из разных стран и представил угол рефлексии на современность как независимых уличных и медиахудожников, так и институционализированных художников, экспериментирующих с уличными практиками или же имеющими потенциал для работы на улице. Используя девиз «Повод к миру», кураторы выставки пытались вызвать художников на диалог не только на актуальные социальные и политические темы, но и пригласить их обратиться к традициям художественной рефлексии на тему войны и мира.
Кураторы выставки — Анна Нистратова, Вова Воротнев и Михаил Астахов.

#### Выставка «Вспомни завтра» (2015)
27 июня 2015 года петербургский Музей уличного искусства открыл сезон новой выставкой «Вспомни завтра», где свои работы представили ведущие российские уличные художники и авторы, работающие с пространством. Масштабные настенные росписи и инсталляции взаимодействовали со средой, дополняли её и трансформировали. Кураторами выставки выступили Наиля Аллахвердиева и Арсений Сергеев. Основная часть выставки предстала перед гостями 27 июня, но в течение сезона, вплоть до 27 сентября, она дополнялась новыми экспонатами.

«Мы приглашаем художников стать прорицателями, прогнозистами или визионерами — создать свои образы будущего, сделать видимыми „мгновения грядущего“, передать свои мечты или опасения о завтра, высказать предостережения, рассказать об угрозах. Возможно, это поможет ответить на давнишний и так и не решённый вопрос „Что делать?“» — об идее выставки Наиля Аллахвердиева.

#### Выставка «Через границы / Сквозь ограничения» (2016)
14 мая 2016 года Музей уличного искусства вновь открыл новый сезон проектом на тему миграционного кризиса. Художественное исследование конфликтов, противоречий и, в конечном итоге, поиск точки интеграции культур — один из способов рефлексии на исторический момент.
Выставка «Через границы / Сквозь ограничения. Маргинальное искусство в эпоху миграции» — это возможность по-новому, глазами современных художников из разных точек мира взглянуть на стремительные, во многом неоднозначные миграционные процессы. Куратором проекта «Через границы / Сквозь ограничения» стал Рафаэль Шактер (Rafael Schacter), британский антрополог, исследователь стрит-арта (University College London), куратор в проектах Somerset House, London, автор книг The World Atlas of Street Art and Graffiti (Yale University Press, 2013) и Ornament and Order: Graffiti, Street Art and the Parergon (Ashgate, 2014).

«В эпоху миграции пограничные территории становятся пространством, в котором культурные столкновения и противоречия неизбежны, даже обязательны. Именно на границах взаимодействие и сближение противоположностей способно стать источником обновления и оживления, именно там тесная близость контрастных культурных и социальных явлений может зародить новую форму космополитизма. Иными словами, граница — это черта, содержащая в себе возможность интеграции. Ограничение же, наоборот, явление, в котором доминирует режим сегрегации. Вместе с группой художников, для которых границы и ограничения — это место действия, предмет исследования и преодоления, проект „Через границы / Сквозь ограничения“ рассмотрит разницу между этими понятиями» — Рафаэль Шактер.
В проекте приняли участие 20 художников из США, Великобритании, Нидерландов, Германии, Испании, Италии, Франции, России, Кореи и Индонезии. Жанры, в которых работают участники выставки, сами по себе лежат на границах дисциплин и названий — мурализм, концептуализм, акционизм, графика, леттеринг, медиа-арт, фотография, инсталляция, перфоманс — и дают лишь частичное представление о том, что видели посетители Музея.

Также в рамках подготовки нового сезона, поддерживая мировой тренд рекультивации производственных мощностей, Управляющая компания аэропорта Пулково передала Музею самоходный пассажирский трап для создания арт-объекта. Трап стал частью выставочного пространства..

#### Выставка «Праздник к Вам приходит» (2017)
13 мая 2017 года Музей уличного искусства совместно с Гёте-институтом в Санкт-Петербурге открыл свой IV сезон. Территория открытой площадки Музея снова предстала обновленной: муралы, созданные в рамках прошлогодней выставки, были утоплены в слои истории — на стенах появились новые работы, а инсталляции в галерее и котельной полностью преобразовали это пространство.
Лейтмотивом экспозиции’17 года стало явление революции. Крупнейшие музеи искусств во всем мире отмечают столетнюю дату революции в России ретроспективными выставками: MoMA в Нью-Йорке, Tate Modern в Лондоне, Эрмитаж, Русский музей и Третьяковская галерея в России. Основной объект — наследие русского авангарда, глобальный и мессианский дух которого серьёзно повлиял на развитие современного искусства. Русский авангард стал частью истории, включен в музейные экспозиции и является дорогим сегментом арт-рынка.
Новый сезон в Музее уличного искусства носит революционный характер не только в исторической привязке ко времени и месту (Музей расположен на Шоссе Революции в Санкт-Петербурге), но и по сути жанра — тема революции крайне близка самому маргинальному из искусств.

«Я бы хотел, чтобы человек, пришедший на выставку, почувствовал всю важность и остроту настоящего момента: система, в которой мы живем сейчас, себя уже изжила — и нам всем необходимо либо перейти вверх на новую ступень, либо через войну и беспорядки скатиться обратно во тьму, из которой вновь общество будет вынуждено осваивать путь наверх. Какой из вариантов событий воплотится в жизнь — не знает никто. Это покажет время. Художественный мир всегда раньше всех чувствовал такие моменты: в силу своего тонкого мироощущения и обостренной интуиции художники всегда рефлексируют первыми» — Андрей Зайцев..

Над экспозицией «Праздник к вам приходит» работал российско-германский тандем кураторов: Андрей Зайцев — директор Музея стрит-арта, и Яша Янг — руководитель проекта Urban Nation Museum for Urban Contemporary Art Berlin. Под их патронажем 60 художников из 12 стран представили свой художественный манифест на тему революции.
Выставка в Музее стрит-арта также включала два специальных проекта: уличный художник Николай Super (RU) представил граффити-стену «Поколения», которая рассказывает о развитии этой субкультуры со времен СССР до России наших дней, а медиахудожник Максим Свищёв (RU) курировал медиа-арт и саунд-арт проект на верхних этажах пространства Котельной.

#### Выставка «Граффити в эпоху интернета» (2018)
С 17 февраля по 14 апреля 2018 года в Музее стрит-арта проходила выставка «Граффити в эпоху интернета» под кураторством Игоря Поносова, лауреата премии Сергея Курёхина за книгу «Искусство и город» («Лучший текст о современном искусстве»). Одна из основных идей выставки — исследование граффити-субкультуры через отражение жанровых практик, с которыми художники работают сегодня. На примере использования новых технологий и перемещения граффити в пространство виртуальное, Игорь Поносов затрагивает вопросы того, как субкультура, изначально зародившаяся в Нью-Йорке в 70-х годах, видоизменяется сегодня.

«Пространство города и интернета определённо имеют схожую структуру — с одной стороны это свобода высказывания, публичность, анонимность, с другой — отлаженная инфраструктура, регламентность, контроль. В этой связи граффити можно приравнять к хакерству, где нанесенные на стены надписи — это вредоносный код, вирус, целеустремленная попытка взлома работающей системы. Наравне с хакерами, которые под видом безобидных программ внедряют своих „троянов“, граффити-художники применяют различные способы для взлома, используя при этом разного рода городские артерии: стены домов, поезда метро, автомобили, объекты рекламной инфраструктуры. Одни нарочито „бомбят“ на самом видном месте, другие — мимикрируют под консьюмеристские сообщения, таким образом, вводя своего „троянского коня“ в сознание потребителя. Но и то, и другое сообщает горожанину, что далеко не всё в этом пространстве поддается тотальному контролю» — Игорь Поносов.
Рамки для экспозиции задают два культовых документальных фильма, вышедшие с разницей в 30 лет, — Style Wars (1983) и Style Wars 2 (2013): их, как и многие другие документы эпохи, можно увидеть на выставке.

Участники: Mathieu Tremblin (Франция), Yamaguchi Takahiro (Япония), Filippo Minelli (Италия), Mirko Reisser / Daim (Германия), Brad Downey (США), Tavar Zawacki / Above (США), Heath Bunting (Британия), John Fekner (США), Саша Курмаз (Украина), Паша 183 (Россия), Кирилл КТО (Россия), Стас Добрый (Россия), MVIN (Испания), Veli Silver (Босния и Герцеговина), Amos Angeles (Швейцария), Tod Seelie (США), VladyArt (Италия), Henry Chalfant (США) и другие.

#### Выставка «АУ!» (2021)
5 июня 2021 года в Музее стрит-арта открылась экспозиция выставки «АУ!». «Ау» — это то, что кричит человек, заблудившись в лесу, сигнал бедствия и связи с миром. В то же время это неожиданная alternative universe (AU) — альтернативная вселенная, которую можно обнаружить, когда потерялось, казалось бы, решительно все. Последние два года каждый из нас пережил чувство потерянности и безоружности перед будущим и выставка «Ау» стала путешествием по художественному лесу, который более 30 художников создали на территории завода. Куратор выставки: Майя Ковальски
Художники: Паша Бумажный, Иван Волков, Виктор Забуга, ТО «Затрещина» (Вадим Соболев, Павел Ермолаев), Дмитрий Каштальян, КМФ, Тигран Костан, Ксюша Ласточка, Илья Мозги, Полина Осипова, Павел Отдельнов, Дарья Правда, Дима Ретро, Иван Серый, Максим Трулов, Турбен, Курил Что, BOMSE, Никита Nomerz, Маша Psilocybe, PSOF, Xeat8, 100 %
Заглавной работой проекта стала монументальная роспись «Когда уже звезды?» сделанная нижегородским художником Никитой Nomerz. Общая площадь работы более 1600м2.
«Путешествие Данте, по сумеречному лесу «Божественной комедии», стало отправной точкой в образах многих работ участников проекта. Художники буквально вырастили посреди индустриальной среды лес из произведений искусства, который и есть та самая альтернативная вселенная.

Работа Никиты Nomerz «Когда уже звезды?»

Прошедшие два года под знаком пандемии поменял многое: общество находится в условиях постоянных изменений и нестабильности, в которых сложно сохранить базовое ощущение безопасности и ясности. Потерявшийся в лесу человек кричит «Ау» — просит помощи и пытается таким образом поддерживать связь с привычным миром.

Моя работа отсылает к философу-стоику Луцию Сенеке, автору выражения «Через тернии к звездам». Тернии в этом сумеречном лесу современного мира по прежнему повсюду, а вот небесные тела пока видно плохо. Но мы их дождемся.» – Никита Nomerz
В рамках выставки был снят документальный фильм «АУ!», режиссёром выступил Павел Мачихин.

В феврале 2022 года руководство музея сообщило о приостановке выставочной деятельности и сосредоточилось на проведении публичных мероприятий. 

## Публичная деятельность
Площадка музея  служила как публичное мультиформатное пространство. Помимо выставок в бывшей котельной и промышленных строениях, в большом засыпанном гравием дворе проходили культурные и образовательные мероприятия. Каждое из них было тематически связано с альтернативным миром улицы, находящимся на границе общества и внутреннего пространства маленького человека. 
В сентябре 2014 года в музее прошел фестиваль электронной музыки "Суперслет". На территории музея установили три сцены, на которых выступило свыше двадцати диджеев. Хедлайнером фестиваля  стала британская Rnb исполнительница Fatima.
С 2015-го по 2017-й музей выступал главной площадкой для фестиваля техно-музыки "Present Perfect", на котором выступали The Blessed Madonna, Poima, "Simple Symmetry", Мориц фон Освальд, Tin Man, Филипп Горбачев, Nathan Fake, Plaid, King Midas Sound, Machinedrum, Kito Jempere и другие.
В 2018 году в музее прошел фестиваль техно-музыки "Innocence". В числе хедлайнеров фестиваля были зарубежные исполнители Maceo Plex, Stefan Kozalla, и "Art Department". 
В 2022 году музей принял фестиваль "Отличный Fest". На трех сценах фестиваля выступали рэп-рокеры Anacondaz, Алена Швец, поп-панк-коллектив "Папин Олимпос", "Кис-кис", Zoloto и другие музыканты. 

### Ярмарка современного искусства SAM FAIR
C 2017 года на территории музея проходит ежегодная ярмарка современного искусства. SAM Fair, вдохновленная независимыми ярмарками за рубежом, призвана поддержать местную художественную среду, а также авторов, предоставляя им платформу для продажи и демонстрации искусства и для встречи со зрителями, исследователями и потенциальными покупателями. Ярмарка SAM Fair объединяет свыше 100 самостоятельных художников, а также художественные объединения из Петербурга и регионов на площадке в 1600 m2. В течение двух дней работы ярмарки на территории Музея стрит-арта проходят мероприятия публичной программы: лекции, дискуссии и перформансы. В 2017, 2018 и 2019 году в ярмарке принимали участие: Олег Кулик, Андрей Бартенев, Слава ПТРК, Владимир Абих, Анна Андржиевская, Илья Гапонов, Никита Селезнев, Ирина Корина, ДАНИНИ, Александр Шишкин-Хокусай, Ася Маракулина и другие.

Ярмарку посещают российские звёзды, например, Андрей Малахов, Константин Крюков, Алиса Прудникова, Софья Троценко.

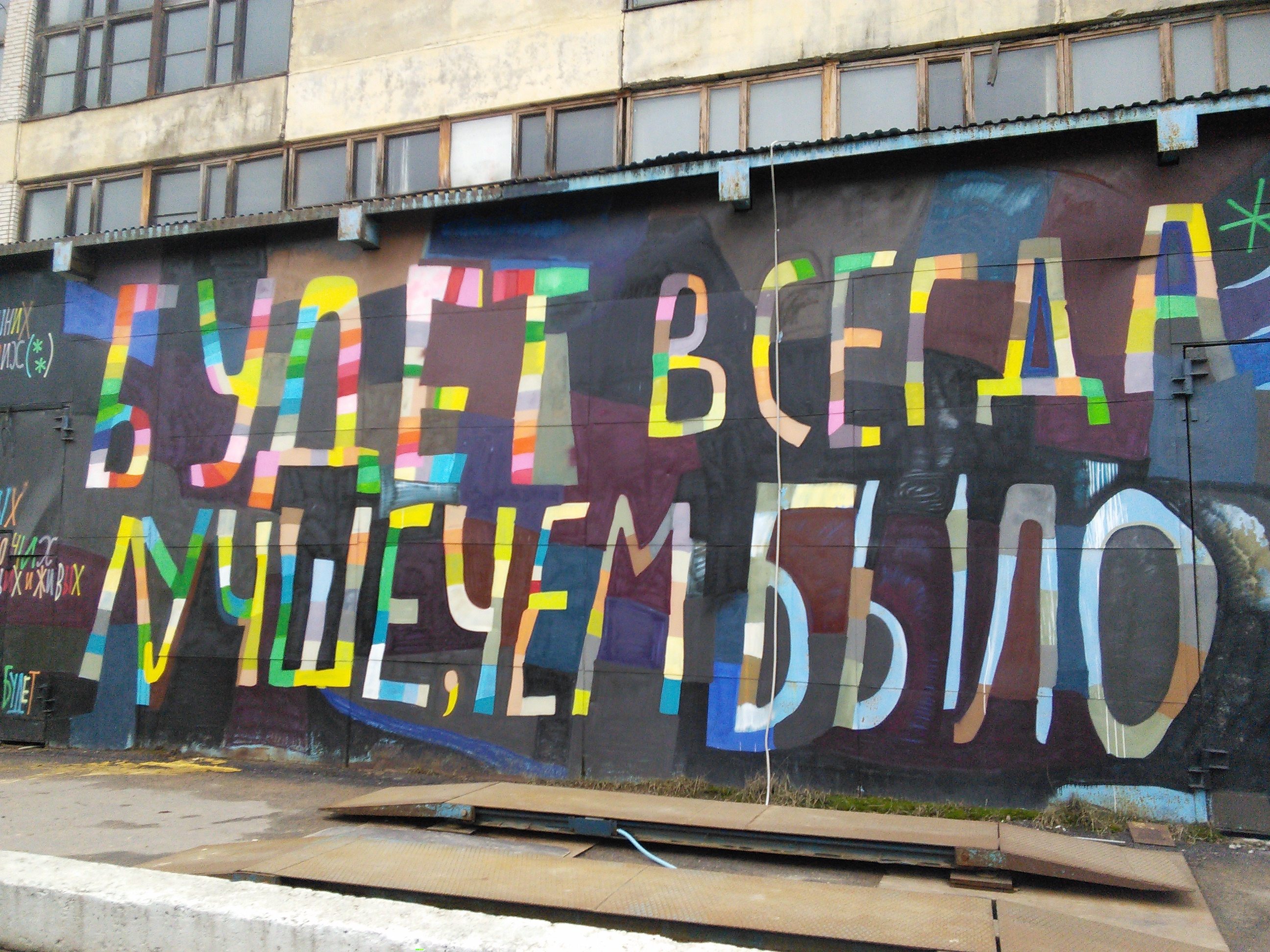
Работа Кирилла Кто «Иногда да, иногда нет»

## Музейные коллекции
По состоянию на 2025 год постоянная коллекция музея состоит из нескольких десятков работ современных уличных художников: Паши 183 и Тимофея Ради, Кирилла Кто и Никиты Nomerz, Escif’а и других авторов. Значительное количество фресок находится внутри действующих цехов. Предприятие занимает почти 11 гектаров промышленной зоны. По приблизительным подсчётам, это около 200 тысяч квадратных метров поверхности, которая отдана под работы уличных художников со всего мира.